# Avatar (Filmreihe)

Altes Logo der Filmreihe

Bei der Filmreihe Avatar handelt es sich um eine bislang geplante fünfteilige Science-Fiction-Fantasy-Filmreihe, die im Jahr 2009 mit Avatar – Aufbruch nach Pandora von James Cameron begonnen hat und 2022 mit Avatar: The Way of Water fortgesetzt wurde.

## Überblick
Avatar – Aufbruch nach Pandora, der erste Film der Reihe, kam am 16. Dezember 2009 in die deutschen Kinos. Er war der bislang erfolgreichste 3D-Film. Der Kinostart des zweiten Teils Avatar: The Way of Water in Deutschland erfolgte am 14. Dezember 2022. Im Januar 2023 bestätigte Cameron in einem Interview, dass die geplanten Fortsetzungen veröffentlicht werden.
| Nr. | Premiere      | Titel                                   | Regie         | Drehbuch                                    |
| --- | ------------- | --------------------------------------- | ------------- | ------------------------------------------- |
| 1   | 10. Dez. 2009 | Avatar – Aufbruch nach Pandora (Avatar) | James Cameron | James Cameron                               |
| 2   | 6. Dez. 2022  | Avatar: The Way of Water                | James Cameron | James Cameron, Rick Jaffa und Amanda Silver |
| 3   | 19. Dez. 2025 | Avatar: Fire and Ash                    | James Cameron | James Cameron, Rick Jaffa und Amanda Silver |
| 4   | 21. Dez. 2029 | Avatar 4                                | James Cameron | James Cameron und Shane Salerno             |
| 5   | 19. Dez. 2031 | Avatar 5                                | James Cameron | James Cameron                               |

## Handlung

### Avatar – Aufbruch nach Pandora

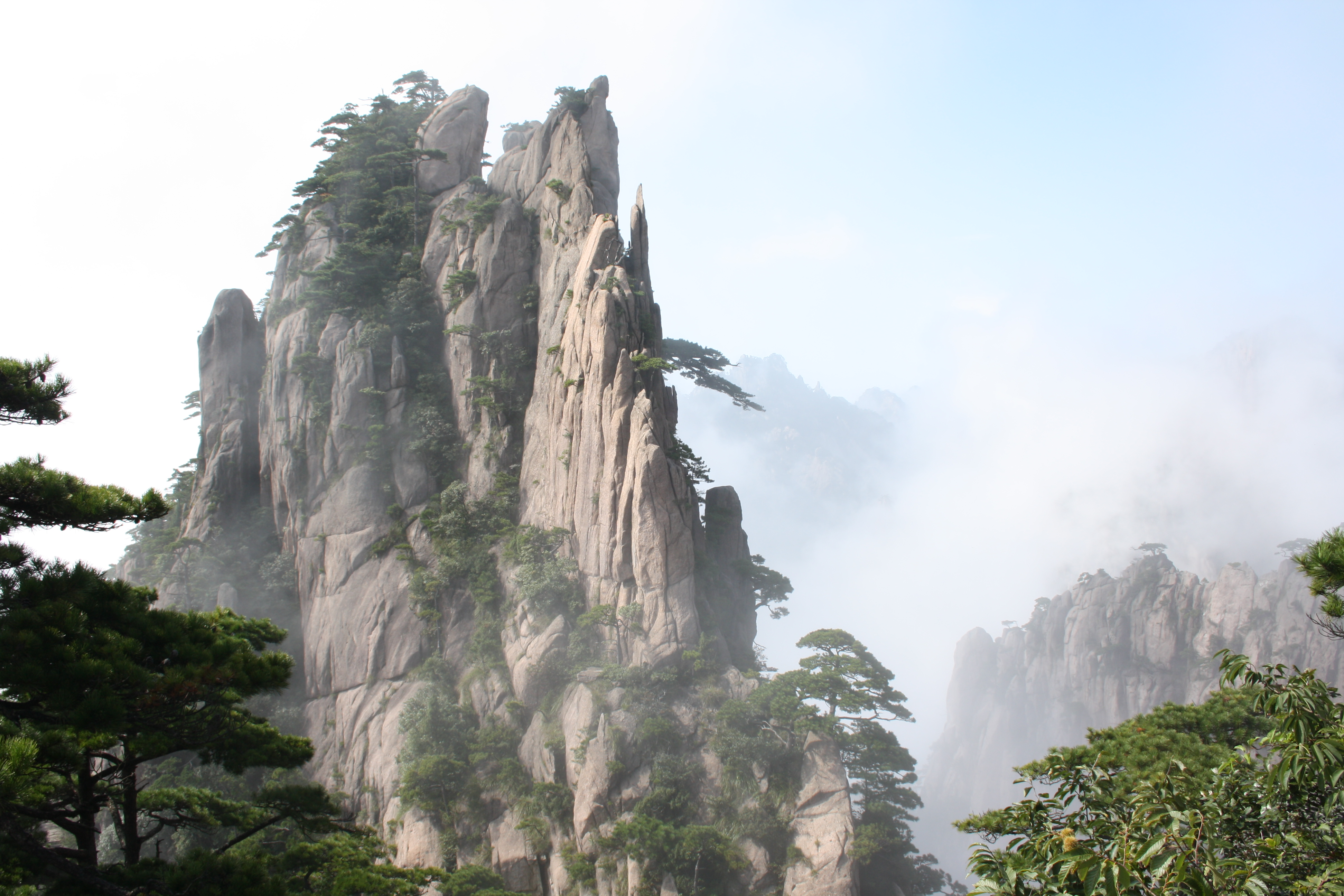
Als Vorbild für die schwebenden Halleluja-Berge Pandoras diente das Huang-Shan-Gebirge

Im Jahr 2154 sind die Rohstoffe der Erde erschöpft. Der Konzern Resources Development Administration baut auf dem erdähnlichen, fernen Mond Pandora im Alpha-Centauri-System den begehrten Rohstoff Unobtainium ab und gerät dabei in Konflikt mit einer humanoiden Spezies namens Na’vi, die sich gegen die Zerstörung ihrer Umwelt verteidigt. Pandora ist von erdähnlichen Lebensformen besiedelt. Der frühere US-Marine Jake Sully, der seit einem Kampfeinsatz von der Hüfte abwärts gelähmt ist, wird nach Pandora geschickt, um seinen verstorbenen Zwillingsbruder bei einer diplomatischen Mission zu ersetzen. Mithilfe künstlich hergestellter Na’vi-Körper, sogenannter Avatare, die sich durch Bewusstseinsübertragung steuern lassen, soll er Kontakt zu den Ureinwohnern herstellen und sie davon überzeugen, ihre Heimat und den Widerstand gegen den Abbau des Rohstoffs aufzugeben.

### Avatar: The Way of Water
Mehr als zehn Jahre nachdem der ehemalige Soldat Jake Sully mithilfe des „neuronalen Netzwerkes“ Pandoras seinen menschlichen Körper verlassen hat und endgültig mit seinem Avatar vereint wurde und nun selbst ein Na’vi ist, haben er und Neytiri eine Familie gegründet. Ihre Kinder sind ihr Ältester Neteyam, sein Bruder Lo'ak und deren kleine Schwester Tuktirey, genannt Tuk. Sie haben auch den Menschenjungen Javier und Na’vi-Teenager Kiri adoptiert. Die Resources Development Administration (RDA) versucht noch immer Pandora auszubeuten, um dort für die Menschen wichtige Rohstoffe abzubauen und will den gesamten Mond kolonisieren, weil die Erde unbewohnbar geworden ist. Nach dem Tod von Colonel Miles Quaritch hat mittlerweile General Ardmore die Kontrolle über die RDA übernommen. Diese hat aus DNA geklonte Na’vi-Soldaten erschaffen, einen von diesen mit dem genetischen Material von Quaritch, der es, ausgestattet mit dessen Erinnerungen, persönlich auf Rache an Jake abgesehen hat. Jake und seine Familie erfahren durch einen neuen Stern am Himmel von der Rückkehr der „Sky People“. Weil ihre Heimat nicht sicher ist, müssen Neytiri, Jake und ihre fünf Kinder ihre Dschungelheimat Omaticayan verlassen und suchen bei einem anderen Na’vi-Stamm Zuflucht. Das Metkayinavolk lebt auf den Atollen an den Küsten des Mondes Pandora und wird von Tonowari und seiner schwangeren Frau Ronal angeführt. Für Jake, Neytiri und vor allem ihre Kinder, die man leicht als Halbblut erkennt, wird es eine schwierige Herausforderung, zu lernen, wie man sich in dieser Wasserwelt zurechtfindet. Sie müssen nun vieles lernen, wie die richtige Atemtechnik, um möglichst lange im Meer zu tauchen, nur mit den Händen unter Wasser zu kommunizieren und den Umgang mit den Wassertieren der Reef People. Während es für Kiri leichter ist, sich in die neue Umgebung einzufügen, gerät der leicht reizbare Lo’ak immer wieder mit den jungen Metkayin aneinander.

## Figuren

### Menschen
Jake Sully: Der frühere US-Marine Jake Sully, der seit einem Kampfeinsatz von der Hüfte abwärts gelähmt ist, wird nach Pandora geschickt, um seinen verstorbenen Zwillingsbruder bei einer diplomatischen Mission zu ersetzen: Mithilfe künstlich hergestellter Na’vi-Körper, sogenannter Avatare, die sich durch Bewusstseinsübertragung steuern lassen, soll er Kontakt zu den Ureinwohnern herstellen und sie davon überzeugen, ihre Heimat und den Widerstand gegen den Abbau des Rohstoffs aufzugeben.
Miles „Spider“ Socorro: Er ist ein Menschenjunge, den Jake und Neytiri adoptiert haben. Er ist der Sohn von Colonel Quaritch, wurde auf Pandora geboren und ist fest entschlossen, von den anderen Na’vi als einer von ihnen akzeptiert zu werden. Als Spider in die Gefangenschaft der Himmelsmenschen gerät, macht er die Bekanntschaft mit dem Avatar seines leiblichen Vaters.
Mark Scoresby: Er ist Kapitän eines Tulkun-Jägers der Resources Development Administration, der für gewöhnlich Jagd auf die von den Na’vi hochverehrten Tiere macht
Dr. Ian Garvin: Er ist ein Meeresbiologe der Resources Development Administration und arbeitet an Bord des Tulkun-Jägers
Colonel Miles Quaritch: Als die Menschen nach Pandora kommen, ist er der militärische Leiter der Basis der Resources Development Administration. Rund zehn Jahre nach seinem Tod, in den 2150er Jahren, hat die RDA einen Na’vi-Soldaten-Avatar von ihm erschaffen, der es, ausgestattet mit dessen Erinnerungen, persönlich auf Rache an Jake abgesehen hat.
Lyle Wainfleet: Auch Lyle Wainfleet kehrt in einem rekombinanten Körper nach Pandora zurück. Wie die anderen Na’vi-Avatare wird er damit von der Natur Pandoras nicht als fremder Eindringling wahrgenommen.

### Na’vi

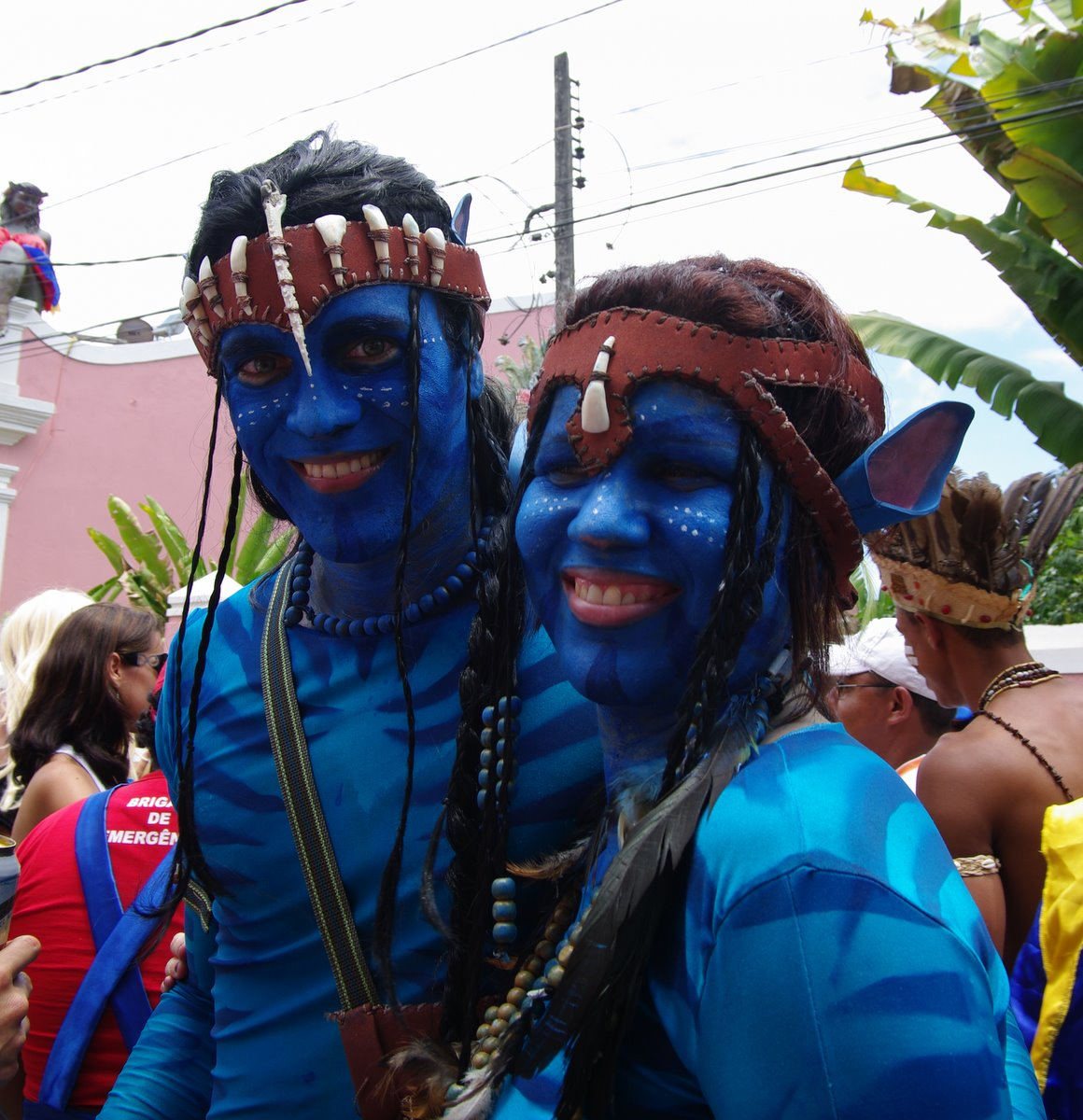
Zwei Cosplayer als Na’vi verkleidet

Die Na’vi, die humanoiden Ureinwohner des Planeten Pandora, sind im Durchschnitt drei Meter groß, sehr schlank, aber dennoch muskulös, besonders im Bereich des Oberkörpers, und haben eine weiche, cyanblaue Haut. Ihr langer Schweif hilft ihnen, beim Klettern und Springen die Balance zu halten. Die Augen der Na’vi sind meist gelb bis grün.
Während die in den Omaticayan-Wäldern lebenden Na’vi mit ihrer eher himmelblauen Haut auf den geflügelten Raubtieren, den Ikranen, durch die Lüfte fliegen, reiten die Na’vi vom Volk der Metkayina, die „Reef People“ mit ihrer meeresgrünen Haut, auf drachenähnlichen Wassersäugetieren namens Ilus und Skimwings. Eine Art Stachelrochen als Umhang angelegt ermöglicht es ihnen, unter Wasser zu atmen. Die heiligsten Wesen der Ozeanvölker sind die gigantischen Tulkun, hochintelligente, walähnliche Kreaturen.
Der Linguist Paul Frommer von der University of Southern California in Los Angeles ließ sich als wissenschaftlicher Berater für die Na’vi eine Filmsprache einfallen. Deren Bezeichnung Na’vi jedoch ist eine Idee von Cameron. Für Avatar: The Way of Water holte man den Linguisten abermals an Bord. Für die internationalen Synchronfassungen habe er Aussprachehinweise in Form eines phonetischen Manuskripts geliefert, so Frommer.
Neytiri: Als die Häuptlingstochter Neytiri den von seiner Gruppe getrennten Soldaten Sully im dichten Dschungel Pandoras auf sich allein gestellt findet und er von Raubtieren angegriffen wird, verschont sie ihn und rettet ihn sogar, da sie bei ihm ein Zeichen der Na’vi-Gottheit Eywa erkennt. Trotz anfänglicher Probleme fassen die Na’vi und insbesondere Neytiri Vertrauen zu Sully. Mehr als zehn Jahre nach diesen Ereignissen ist Sully selbst ein Na’vi und hat mit Neytiri eine Familie gegründet. Ihre Kinder sind ihr Ältester Neteyam, sein Bruder Lo’ak und deren kleine Schwester Tuktirey, genannt Tuk. Sie haben auch den Menschenjungen Javier und den Na’vi-Teenager Kiri adoptiert.
Neteyam: Der älteste Sohn von Jake und Neytiri. Bei der Flucht vom Tulkun-Jäger wird er von Quaritch angeschossen und stirbt kurz darauf.
Lo’ak: Der zweitälteste Sohn von Jake und Neytiri, der Bruder von Neteyam und Tuk. Als die jungen Metkayina ihn über eine unsichtbare Schwelle im Meer führen, wird Lo’ak beim Angriff eines Raubfisches fast getötet und in letzter Sekunde von einem Tulkunbullen namens Payakan gerettet. Lo’ak bedankt sich dafür, indem er ihn von einer Harpune an seiner Flosse befreit. Bei einer Verbindung mit Payakan teilt der Tulkunbulle mit ihm seine Erinnerungen. Auch wenn Tonowari nach seiner Rückkehr Lo’ak behauptet, dass Payakan seine Artgenossen getötet haben soll, kennt der Junge die Wahrheit hinter der Geschichte.
Tuktirey: Jake und Neytiris 8-jährige Tochter sowie Neteyams und Lo’aks kleine Schwester. Sie wird abgekürzt „Tuk“ genannt.
Kiri: Ein Na’vi-Teenager, den Jake und Neytiri adoptiert haben. Sie ist das leibliche Kind des Avatars der verstorbenen Dr. Grace Augustine. Kiri gewöhnt sich sehr schnell an das neue Leben unter Wasser. Sie ist die erste der Sullys, die versteht, was die Metkayina damit meinen, dass das Wasser alle Dinge verbindet, und fühlt sich bei den Meeres-Na’vi Eywa ganz nah.
Tonowari: Er ist der Stammesführer des Metkayinavolks, das an den Küsten des Mondes Pandora lebt. Weil er viel von den Taten des Toruk Makto im Kampf gegen die Himmelsmenschen gehört hat, gewährt er den Sullys Utura (Zuflucht).
Ronal: Sie ist die Patriarchin des Metkayinavolks und Frau von Tonowari.
Aonung: Er ist Tonowaris und Ronals Sohn.

## Besetzung und Synchronisation
| Rolle                   | Film                                  | Film                                       | Synchronsprecher                     |
| Rolle                   | Avatar – Aufbruch nach Pandora (2009) | Avatar: The Way of Water (2022)            | Synchronsprecher                     |
| ----------------------- | ------------------------------------- | ------------------------------------------ | ------------------------------------ |
| Jake Sully              | Sam Worthington                       | Sam Worthington                            | Alexander Doering                    |
| Neytiri                 | Zoe Saldana                           | Zoe Saldana                                | Tanja Geke 1 Nurcan Özdemir 2        |
| Colonel Miles Quaritch  | Stephen Lang                          | Stephen Lang                               | Klaus-Dieter Klebsch                 |
| Dr. Grace Augustine     | Sigourney Weaver                      | Sigourney Weaver                           | Karin Buchholz                       |
| Dr. Norm Spellman       | Joel David Moore                      | Joel David Moore                           | Rainer Fritzsche                     |
| Dr. Max Patel           | Dileep Rao                            | Dileep Rao                                 | Olaf Reichmann                       |
| Mo’at                   | CCH Pounder                           | CCH Pounder                                | Almut Zydra                          |
| Parker Selfridge        | Giovanni Ribisi                       | Giovanni Ribisi                            | Michael Deffert 1 Jan Makino 2       |
| Corporal Lyle Wainfleet | Matt Gerald                           | Matt Gerald                                | Matti Klemm                          |
| Trudy Chacon            | Michelle Rodríguez                    |                                            | Anke Reitzenstein                    |
| Eytukan                 | Wes Studi                             |                                            | Originalton                          |
| Tsu’tey                 | Laz Alonso                            |                                            | Markus Pfeiffer                      |
| Lo’ak                   |                                       | Britain Dalton Chloe Coleman (jung)        | Vincent Borko Jakob Gisbertz (jung)  |
| Kiri                    |                                       | Sigourney Weaver Scarlett Fernandez (jung) | Julie Bonas Ellis Drews (jung)       |
| Miles „Spider“ Socorro  |                                       | Jack Champion Cruz Moir (jung)             | Jaron Müller-Schuch Tom Kanty (jung) |
| Neteyam                 |                                       | Jamie Flatters Jeremy Irwin (jung)         | Jonas Frenz Nick Kanty (jung)        |
| Tuktirey „Tuk“          |                                       | Trinity Bliss                              | Rosa Blankenburg                     |
| Tonowari                |                                       | Cliff Curtis                               | Torsten Michaelis                    |
| Ronal                   |                                       | Kate Winslet                               | İlknur Bahadır-Schrag                |
| Tsireya                 |                                       | Bailey Bass                                | Magdalena Höfner                     |
| Aonung                  |                                       | Filip Geljo                                | Oskar Hansch                         |
| Rotxo                   |                                       | Duane Evans Jr.                            | Tom Ferenc                           |
| General Frances Ardmore |                                       | Edie Falco                                 | Sabine Falkenberg                    |
| Captain Mick Scoresby   |                                       | Brendan Cowell                             | Jaron Löwenberg                      |
| Dr. Ian Garvin          |                                       | Jemaine Clement                            | Thomas Wenke                         |

## Tiere und Orte

### In der Welt der Omaticayan
Bridgehead-City: eine Basis der Resources Development Administration

### In der Welt der Metkayina
Tulkune: Die Tulkune sind hochintelligent, haben ein ausgeprägtes Gefühlsleben und ein hohes Verständnis für die Sprache der Na’vi.  Die gigantischen, walähnliche Kreaturen sind die heiligsten Wesen der Ozeanvölker. Ihre starken Panzer machen es schwer, sie zu töten. Eine Schwachstelle haben sie an ihrem Bauch. Ein Drüsensekret ihres Gehirns, das Amota genannt wird, stoppt den Alterungsprozess der Menschen.
Payakan: Payakan ist ein von seinen Artgenossen verstoßener Tulkunbulle, weil er für die Toten am Racheversuch an den Tulkunfängern, die seine Mutter getötet haben, verantwortlich gemacht wird. Er rettet Lo’ak das Leben, nachdem dieser, von Metkayina-Jungen hinter die Barriere im Riff geführt, fast von einem Meeresräuber gefressen wird. In seinem Bauch lässt Payakan eine Verbindung mit Lo’ak zu und zeigt ihm, was mit ihrer Art seit der Ankunft der Menschen auf Pandora geschehen ist.
Drei-Brüder-Felsen: Die Drei-Brüder-Felsen findet sich im Atoll an der Grenze im Riff zu Bereichen des Ozeans, die nicht gefahrlos besucht werde können. Von den Metkayina-Jungen über die Barriere geführt, macht Lo’ak hier die Bekanntschaft des Tulkunbullen Payakan.
Bucht der Ahnen: Die Bucht der Ahnen ist von einer runden Ansammlung hoher, steiler Felsen umgeben. Unter dem Meeresspiegel befindet sich dort der Baum der Geister der Metkayina.

## Produktion

### Drehorte
Die Dreharbeiten für den zweiten Teil begannen Ende September 2017 in Manhattan Beach in Kalifornien. Weitere Dreharbeiten fanden in Los Angeles und in Neuseeland statt. In den ersten anderthalb Jahren entstanden die Performance-Capture-Aufnahmen, hiernach wurden über ein Jahr die Live-Action-Szenen aufgenommen.

### Veröffentlichung
Avatar – Aufbruch nach Pandora, der erste Film der Reihe, feierte am 16. Dezember 2009 seine Premiere. Die Weltpremiere des zweiten Teils erfolgte 13 Jahre später am 5. Dezember 2022.

## Rezeption

### Einspielergebnisse
Die weltweiten Gesamteinnahmen von Avatar – Aufbruch nach Pandora liegen bei 2,92 Milliarden US-Dollar, damit befindet er sich auch auf Platz 1 (Stand: 19. April 2025). Beim Nachfolger Avatar: The Way of Water belaufen sie sich auf 2,18 Milliarden US-Dollar. Damit ist er auf Platz 3 (Stand: 19. April 2025) der weltweit erfolgreichsten Filme. Das Einspielergebnis der ersten beiden Filme der Avatar-Reihe beläuft sich damit auf über 5 Milliarden US-Dollar (Stand 8. Februar 2023). Auch in Deutschland sind die Filme mit Einspielergebnissen von ca. 132 bzw. 168 Millionen Dollar sehr erfolgreich, sie belegen den ersten und zweiten Platz der erfolgreichsten Filme in Deutschland.

### Kritiken
Die ersten beiden Filme wurden von Kritikern allgemein positiv aufgenommen (Stand: 11. Januar 2023).

## Andere Medien

### Videospiele
- Die Vorgeschichte zu Avatar – Aubruch nach Pandora wurde 2009 auf mehreren Spielekonsolen umgesetzt. Der Third-Person-Shooter vom Entwickler Ubisoft erschien unter anderem für die Xbox 360, die PS3 und den PC.
- Das zweite Videospiel mit dem Titel Avatar: Frontiers of Pandora, entwickelt von Massive Entertainment und Ubisoft, erschien am 7. Dezember 2023 für die PS5, die Xbox Series X/S, den PC und auf Amazon Luna.

### Spielwaren
- Seit dem 1. Oktober 2022 sind einige Avatar-Sets von LEGO veröffentlicht worden.[17]